# Plieningen (Adelsgeschlecht)

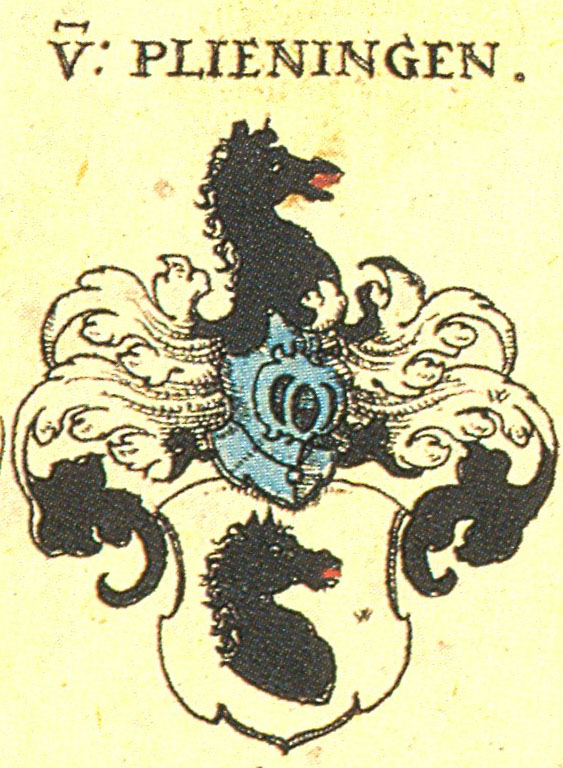
Wappen des Geschlechts Plieningen aus Siebmachers Wappenbuch

Plieningen ist der Name eines edelfreien bzw. niederadligen Geschlechts des Mittelalters und der frühen Neuzeit, (ursprünglich) aus Plieningen (Burg Plieningen) stammend.
Zu unterscheiden ist eine edelfreie von einer Ministerialenfamilie. Die edelfreien Herren von Plieningen sind in den 1130er- und 1140er-Jahren urkundlich bezeugt, starben aber um die Mitte des 12. Jahrhunderts aus, wobei ihr Besitz vermutlich an die Welfen und von da an die Pfalzgrafen von Tübingen ging.
Ab der 1. Hälfte des 13. Jahrhunderts treten die von den Pfalzgrafen abhängigen Ministerialen von Plieningen in Erscheinung. Ihr Wappen zeigte in Gold (alternativ in Silber) einen schwarzen Pferderumpf. Die Plieninger verloren im Krieg zwischen König Rudolf I. von Habsburg (1273–1291) und Graf Eberhard I. von Württemberg (1279–1325) ihre Stammburg (1287) und sind danach in Esslingen am Neckar, in und um Göppingen und vielleicht auch im bayerisch-schwäbischen Raum feststellbar. Dem politischen Niedergang der Tübinger Pfalzgrafen entsprach es, dass der Plieninger „Stammvater“ Dietrich genannt Melschner (1272, 1292) am 29. Januar 1292 zudem auf den Plieninger Herrenhof und das Patronat über die Martinskirche verzichten musste.
Ein Teil der Plieninger Familie etablierte sich in der Reichsstadt Esslingen, Mitglieder der Familie gehörten der dortigen Oberschicht („Ehrbarkeit“) an, fungierten als Schöffen und Urkundenzeugen, Albert († 1344), ein Sohn Dietrichs, wird Zunftmeister genannt. Die Plieninger in Esslingen starben im Verlauf der 2. Hälfte des 14. Jahrhunderts aus.
Ein Bruder des Zunftmeisters Albert, Rügger [I.] († vor 1344), begründete die Göppinger Linie der Plieninger. Männliche Angehörige dieser Linie sind im 14. und 15. Jahrhundert in Diensten der Grafen von Werdenberg, von Zollern und der württembergischen Grafen bezeugt, Dietrich der Ältere (14??–1485) wurde von Graf Eberhard V. von Württemberg (1450–1496) am 20. Dezember 1480 mit der Burg Schaubeck und der Hälfte von Gericht und Vogtei über Kleinbottwar belehnt.
Zwei Söhne Dietrichs des Älteren waren Dietrich von Plieningen (* 1453–† 1520), Doktor im Zivilrecht, gelehrter Rat, Ritter und Humanist, und Johannes von Plieningen (* 1454–† 1506), Doktor im römischen und kirchlichen Recht, Familiar des späteren Papstes Julius II. (1503–1513), Domherr in Worms und Propst von Mosbach. Ein Enkel des älteren Dietrichs, Hans Dietrich von Plieningen (* 1505–† 1570) wurde württembergischer Landhofmeister.
Im Verlauf des 16. Jahrhunderts gelang es den Plieningern, ihre württembergischen Güter und Lehen zu vergrößern. Der Erwerb der zweiten Hälfte von Kleinbottwar gehört hierher, in Kleinbottwar wurde von 1497 bis 1500 die St.-Georgs-Kirche erbaut, die künftig als Grablege der Plieninger diente. Ebenso gelangten die Burg Hohenstein und das Gut Wart an die Plieninger. Das Lehen Hohenstein wurde 1641 wieder an den Herzog von Württemberg übergeben, die Herrschaft Schaubeck und Kleinbottwar ging nach dem Tod des letzten männlichen Plieningers Eitelhans (* 1593–† 1645) an drei Töchter und deren Ehemänner über (1645), 1805 wurde diese dem Ritterkanton Kocher inkorporierte Adelsherrschaft mediatisiert und württembergisch.

## Herren von Plieningen (Auswahl)
Edelfreie Herren von Plieningen:
- Liutfrid, Richwin, Hugo (vor 1139, Mitte 12. Jahrhundert)
- Marquard, Berthold, Swigger (Mitte 12. Jahrhundert)

Ministerialenfamilie von Plieningen:
- Albert (vor 1264)
- Dietrich (vor 1292)
- Dietrich genannt Melschner (1272, 1292)

Herren von Plieningen (Esslingen):
- Albert Zunftmeister (1291, 1344)
- Konrad (1292, ca. 1329)
- Eberhard (1295, 1331)
- Rügger [I.] (vor 1344)
- Eberhard (1331, 1348)

Herren von Plieningen (Göppingen):
- Rügger [I.] (vor 1344)
- Rügger [II.] (1334, 1358)
- Dietrich „Unkrutz“ (vor 1357)
- Rügger [III.] (1358, 1368)
- Rügger [IV.] (1405, 1418)
- Rügger [V.]
- Rügger [VI.]
- Dietrich der Ältere (1453, † 1485)
- Rügger [VII.]
- Rügger [VIII.] (vor 1480)

Herren von Plieningen zu Schaubeck, Kleinbottwar und Hohenstein:
- Dietrich der Ältere (* 14??, † 1485)
- Dietrich von Plieningen (* 24. April 1453, † 1520)
- Johannes von Plieningen (* 1454 † 1506)
- Eberhard (†vor 1488?)
- Eitelhans († 1534)
- Anna (um 1533) ⚭ Sigmund Herter von Herteneck[2]
- Hans Dietrich († 1560)
- Hans Sigmund († 1552?)
- Dietrich († 1600)
- Friedrich († 1635)
- Sigmund († 1598)
- Werner Dietrich († 1628)
- Eitelhans († 1645)
- Georg († 1631)